# Lord Hau-Hau
Lord Hau-Hau – przezwisko nadane kilku niemieckim prezenterom radiowym prowadzącym nadawaną z Hamburga, a przeznaczoną dla odbiorców na Wyspach Brytyjskich, popularną propagandową audycję Germany Calling podczas II wojny światowej.
Po raz pierwszy przezwisko ukazało się w brytyjskich mediach w połowie września 1939 roku i nawiązywało do imitującego brytyjskiego arystokratę sposobu mówienia, jakim posługiwał się spiker. Pierwszym Lordem Hau-Hau był prawdopodobnie Niemiec Wolff Mittler, który został zastąpiony jeszcze w 1939 roku przez pochodzącego ze Stanów Zjednoczonych Williama Joyce’a. Joyce wkrótce stał się najbardziej znanym niemieckim prezenterem radiowym na terenie Wielkiej Brytanii. W szczytowym okresie (pierwsza połowa 1940 roku) jego audycji słuchało regularnie 6 milionów osób. Ostatnia emisja programu nastąpiła 30 kwietnia 1945 roku. Wkrótce potem Joyce został ujęty przez Armię Brytyjską i stracony za zdradę stanu. Wśród innych prezenterów identyfikowanych z tym przezwiskiem wymieniani są również Eduard Dietze oraz Norman Baillie-Stewart.